# Letitia Vriesde
Letitia Alma Vriesde (* 5. Oktober 1964 in Paramaribo) ist eine ehemalige surinamische Mittelstreckenläuferin.
Letitia Vriesde hält seit 1995 den Südamerikarekord im 800-Meter-Lauf mit 1:56,68 min. Sie nahm von 1988 bis 2004 fünfmal an Olympischen Spielen teil, erreichte aber nie ein Finale. Erfolgreicher war sie bei Weltmeisterschaften, wo sie 1995 Silber und 2001 Bronze gewann. 1999 gewann sie Gold bei den Panamerikanischen Spielen. Auch bei den Panamerikanischen Spielen 2003 war sie Siegerin. Ihr Dopingtest ergab aber einen erhöhten Koffein-Wert, so dass ihr die Goldmedaille aberkannt und sie von der IAAF verwarnt wurde.
Auch im 1500-Meter-Lauf verbesserte Vriesde mehrfach den Südamerikarekord. 1991 stellte sie mit 4:05,67 min ihre persönliche Bestzeit auf und wurde damit 9. im Finale der Weltmeisterschaften in Tokio.

## Endkampfplatzierungen über 800 m
- Weltmeisterschaften 1991: Platz 5 in 1:58,25 min
- Hallenweltmeisterschaften 1995: Platz 3 in 2:00,36 min
- Weltmeisterschaften 1995: Platz 2 in 1:56,68 min
- Hallenweltmeisterschaften 1997: Platz 4 in 1:59,84 min
- Weltmeisterschaften 1997: Platz 4 in 1:58,12 min
- Weltmeisterschaften 2001: Platz 3 in 1:57,35 min